# Stay on These Roads (canção)
"Stay on these Roads" é um single da banda norueguesa A-ha, do álbum homônimo, lançado no ano de 1988. 

## Lançamento e Recepção
Escrita por todos os membros do A-ha, "Stay On These Roads" foi lançado na primavera de 1988 e tornou-se o single de maior sucesso do álbum Stay on These Roads, juntamente com "The Living Daylights" nas paradas do Reino Unido.
A canção não chegou às paradas musicais dos EUA, mas fez um enorme sucesso em toda a Europa. Alcançou a posição #7 na Alemanha, #3 na França e #2 na Irlanda. No Reino Unido, a música também obteve êxito, alcançando o #4 na UK Singles Chart. Na Noruega, a canção alcançou a posição #1.

## Vídeo
Stay On These Roads é considerada como uma das músicas mais românticas e populares da banda. 
No vídeoclipe é possível ver 3 motociclistas (Morten, Paul e Mags) rodando em um lugar cujo caminho está molhado e com alguns obstáculos. O nome da canção em português é "Continue nestas estradas", dando sentido ao nome e ao clipe da música.
No clipe também é possível ver vários lugares, dentre edificações, praias e outras paisagens. 

## Desempenho nas paradas musicais
| Parada musical (1988)     | Melhor posição |
| ------------------------- | -------------- |
| Ö3 Austria Top 40         | 11             |
| Canadian Singles Chart    | 15             |
| French SNEP Singles Chart | 3              |
| German Singles Chart      | 7              |
| Irish Singles Chart       | 2              |
| Norwegian Singles Chart   | 1              |
| Swedish Singles Chart     | 17             |
| Swiss Singles Chart       | 10             |
| UK Singles Chart          | 4              |

## Créditos
- Morten Harket – Vocal
- Magne Furuholmen – Teclados, vocal
- Paul Waaktaar-Savoy – Guitarra, vocal